# كريستينا وونغ
كريستينا وونغ (بالإنجليزية: Kristina Wong)‏ هي ممثلة أمريكية، ولدت في 4 يونيو 1978 في سان فرانسيسكو في الولايات المتحدة.

## وصلات خارجية
- كريستينا وونغ على موقع IMDb (الإنجليزية)